# Caspar Fincke
Caspar Fincke (født ca. 1584 i Schatzlar i Bøhmen, begravet 9. februar 1655 i Helsingør) var en tyskfødt smed, der sandsynligvis er kommet til Danmark som ganske ung omkring år 1600 i forbindelse med byggeri på Kronborg. Her blev hans dygtighed bemærket af kong Christian 4., og han blev hofsmedemester efter at have lavet låse til flere af kongens slotte. 
Caspar Fincke var af en retskaffen, men selvbevidst natur. Hans mest kendte provokation kan ses i hans mesterværk (fra 1619), gitteret til Christian 4.s gravkapel i Roskilde Domkirke, hvor han i dørene har indsmedet en inskription:
Caspar Fincke bin ich benant
Dieser arbeit bin ich bekant
Efter sigende blev kongen indigneret, men det blev ved det, da den dygtige smed forblev i hoffets tjeneste indtil sin død mere end 30 år efter.
I smedelavet i Helsingør var Caspar Fincke både elsket og hadet, da han jævnligt argumenterede for lavsvæsenets ophævelse – en holdning, der ikke var velset af mange, der allerede var kommet ind i lavet.
Caspar Fincke boede det meste af sit liv i Helsingør, hvor han havde sit smedeværksted (nu for længst nedrevet) i Sct. Annagade. Han ligger begravet i fratergården i Sankt Mariæ Kirke og Vor Frue Kloster (karmeliterkloster) i byen.

## Smedearbejder af Caspar Fincke
- Vinduesgitter i Frederiksborg Slotskirke.
- Gitter i Ringridder Porten på Frederiksborg Slot,
- Gitteret til Christian 4.s gravkapel, Roskilde Domkirke. Udført 1618.
- Korgitteret i Århus Domkirke.
- Gitteret om platformen på Rundetårn.
- Gitter i Nyborg Vor Frue Kirke.
- Gitter i Valkendorf Kapel i Sankt Knuds Kirke i Odense. Udført 1636.
- Pengeblok (kirkebøsse) i Sankt Mariæ Kirke i Helsingør.
- Lysekrone i Græsted Kirke.

På mange af sine arbejder efterlod han sit kendetegn i form af symbolerne med en nøgle og en hammer over kors, indsmedet i gitrene. Det er blevet efterlignet af senere smede, f.eks. tilskrives ringridergitteret på Frederiksborg Slot Caspar Fincke, men det blev først lavet i 1736 og kan derfor ikke være Finckes værk. Ligeledes er nøglen og hammeren indføjet i et gitter i Sct. Knuds Kirke i Odense, men også her umuliggør dateringen forbindelsen til Fincke.